# Reticulidia fungia
Espèce
Reticulidia fungia est une espèce de nudibranches de la famille des Phyllidiidae.

## Répartition et habitat
Cette espèce se rencontre dans la zone tropicale occidentale et centrale Pacifique. Son habitat correspond à la zone récifale externes ainsi que sur les platiers jusqu'à 30 m de profondeur.

## Description
Cette espèce peut mesurer jusqu'à 3 cm. Le corps est allongé, limaciforme et son manteau présente une teinte de fond gris-bleu.
La surface du corps est garnie de crêtes formant un réseau de lignes dont une plus ou moins médiane avec des ramifications perpendiculaire descendant vers le bord du manteau. Et d'autres plus fines partant du bord du manteau mais ne rejoignant pas les lignes principales. Les flancs des crêtes sont souvent jaunes prononcé à jaune dilué avec la ligne sommitale blanche. La base des crêtes est surlignée par un large trait noir pouvant partiellement recouvrir la couleur clair de fond.
L'épiderme du manteau renferme une grande quantité de cellules toxiques pouvant diffuser un liquide blanchâtre répulsif en cas d'agression.
Les rhinophores sont lamellés, rétractiles et de teinte jaune-orangé.

## Éthologie
Cette Phyllidie est benthique et diurne.

## Alimentation
Reticulidia fungia se nourrit exclusivement d'éponges.

## Classification
Le nom valide complet (avec auteur) de ce taxon est Reticulidia fungia Brunckhorst (d) & Gosliner (d), 1993.

### Publication originale
- (en) David J. Brunckhorst, « The systematics and phylogeny of Phyllidiid Nudibranchs (Doridoidea) », Records of the Australian Museum, Supplement, Sydney, vol. 16,‎ 28 janvier 1993, p. 1-108 (ISSN 0812-7387, DOI 10.3853/j.0812-7387.16.1993.79, lire en ligne, consulté le 20 mai 2024).